# Martin Kersels
Martin Kersels, né le 2 février 1960 à Los Angeles en Californie, est un artiste contemporain américain. Il vit et travaille à Sierra Madre en Californie.
Ses œuvres font partie de nombreuses collections comme le Musée d'art du comté de Los Angeles, le Musée d'art contemporain de Los Angeles (MOCA), le J. Paul Getty Museum et la Norton Family Foundation.
Martin Kersels enseigne également à CalArts (California Institute of the Arts) où il codirige « Program in Art ».

## Expositions récentes
2002
- Fat Man, Galerie Georges-Philippe & Nathalie Vallois, Paris, France
- Bracelet, Peggy Phelps Gallery, Claremont Graduate University, États-Unis
- Martin Kersels, Showette / John Sonsini Recent Paintings, ACME Gallery, Los Angeles, États-Unis

2004
- Wishing Well, ACME Gallery, Los Angeles, États-Unis.
- Martin Kersels (un projet avec Mark Wheaton et Melinda Ring), commissaire : Serge Laurent, Les Spectacles Vivants, Centre Georges-Pompidou, Paris, France.
- Illuminous, Guido Costa Project, Turin, Italie

2005
- Orchestra for Idiots, Galerie Georges-Philippe & Nathalie Vallois, Paris, France

2006
- Tumble Room, Deitch Project, Art Unlimited, Art 37 Basel, Bâle, Suisse
- Charms in a Throne Room, ACME Gallery, Los Angeles, États-Unis

2007
- Heavyweight Champion, The Frances Young Tang Teaching Museum, Saratoga, États-Unis

2008
- Headache and Other New Works, ACME Gallery, Los Angeles, États-Unis
- Heavyweight Champion, Santa Monica Museum of Art, États-Unis

2009
- Fat Iggy: Discography, Galerie Georges-Philippe & Nathalie Vallois, Paris, France

## Prix et reconnaissance
- 2008: Bourse Guggenheim[2]